# 張一德
張一德（1552年—？），字心得，號有斋，直隸廣平府邯鄲縣人，民籍，明朝政治人物。

## 生平
萬曆四年（1576年）丙子科順天鄉試第五十名舉人，五年（1577年）中式丁丑科會試第二百八十七名，三甲第三十九名進士。授长子县知县。

## 家族
曾祖張瀚，贈文林郎知縣；祖父張杲，監生；叔祖張棐，南京監察御史；父張燮，儒官。母王氏。具慶下。